# لويس كروز
لويس كروز (بالإسبانية: Luis Cruz )‏ (و. 1905 – 1986 م) هو سياسي، ونقابي، من الأرجنتين، توفي في بوينس آيرس، عن عمر يناهز 81 عاماً.

## مناصب
تولى منصب عضو مجلس النواب الأرجنتيني (22 مايو 1946–30 أبريل 1952).